# الوترا مرکزی

الوترا مرکزی (به لاتین: Central Eleuthera)  یک شهرستان در باهاما است که در جزیره الوترا واقع شده‌است.